# Araneus bagamoyensis
Araneus bagamoyensis là một loài nhện trong họ Araneidae.
Loài này thuộc chi Araneus. Araneus bagamoyensis được Embrik Strand miêu tả năm 1906.